# Ermenegildo Florit

Ermenegildo Florit (Fagagna, 5 juli 1901 - Florence, 8 december 1985) was een Italiaans geestelijke en kardinaal van de Rooms-Katholieke Kerk.
Florit studeerde aan het seminarie van Udine en aan het Pauselijk Bijbel Instituut en de Pauselijke Lateraanse Universiteit, beide in Rome. Hij werd op 11 april 1925 tot priester gewijd. Na zijn promotie, in 1927, begon hij een academische loopbaan aan de Lateraanse Universiteit. Hij was daar hoogleraar, decaan van de theologische faculteit en vice-rector van de universiteit. In 1951 werd hij kanunnik van de Basiliek van San Marco en Huisprelaat van paus Pius XII.
Op 12 juli 1954 werd hij titulair aartsbisschop van Hiërapolis in Syrië, en bisschop-coadjutor van Florence. In 1962 benoemde paus Johannes XXIII hem tot opvolger van Elia Dalla Costa, als aartsbisschop van Florence. In die hoedanigheid nam hij deel aan het Tweede Vaticaans Concilie. Hij was zeer nauw betrokken bij het opstellen van het conciliedocument over de Goddelijke Openbaring.
Tijdens het consistorie van 22 februari 1965 creëerde paus Paulus VI Florit tot kardinaal. Hij kreeg de Regina Apostolorum als titelkerk. Florit ging in 1977 met emeritaat. Hij nam deel aan de conclaven van augustus en oktober 1978, die leidden tot de verkiezing van respectievelijk paus Johannes Paulus I en paus Johannes Paulus II.
Florit is begraven in de kathedrale dom van Santa Maria del Fiore.
- Gemeinsame Normdatei: 116630612
- International Standard Name Identifier: 0000 0001 1022 0494
- Library of Congress Control Number: n2008012352
- Nederlandse Thesaurus van Auteursnamen: 115684700
- Istituto Centrale per il Catalogo Unico: SBLV240239
- Système universitaire de documentation: 111905788
- Virtual International Authority File: 19148439
- WorldCat: E39PBJghrVm7hGkGP7QrJB7T73